# Brooke Forde
Brooke Forde (Louisville, 4 de março de 1999) é uma nadadora estadunidense, medalhista olímpica.

## Carreira
Forde conquistou a medalha de prata nos Jogos Olímpicos de Verão de 2020 em Tóquio na prova de revezamento 4×200 m livre feminino, ao lado de Allison Schmitt, Paige Madden, Katie McLaughlin, Katie Ledecky e Bella Sims, com a marca de 7:40.73.